# Banjar Sari (Semidang Aji)
Banjar Sari is een bestuurslaag in het regentschap Ogan Komering Ulu van de provincie Zuid-Sumatra, Indonesië. Banjar Sari telt 732 inwoners (volkstelling 2010).